# Anniano di Alessandria
Anniano di Alessandria (in greco Ἀννιανος; fl. V secolo) è stato un monaco vissuto ad Alessandria d'Egitto intorno all'inizio del V secolo durante il vescovato di Teofilo di Alessandria. Diede importanti contributi alla cronologia.

## Biografia
Anniano fu il primo computista a riconoscere il ciclo di 532 anni, con cui ricorre la Pasqua nel calendario giuliano. Questo ciclo è spesso attribuito a Vittorio d'Aquitania, il primo in Occidente a riconoscere tale ciclo nel 457. Il ciclo nasce dalla necessità di combinare il ciclo solare di 28 giorni, che determina il giorno della settimana in cui cade il Capodanno dell'anno solare, con il ciclo metonico di 19 anni, che determina la data del Capodanno lunare. Prima di Anniano in oriente e di Vittorio in occidente gli astronomi ecclesiastici avevano proposto cicli più brevi, ma imprecisi, che avevano determinato controversie sulla data della pasqua fra la chiesa di Alessandria e quella di Roma.
Anniano criticò la storia universale del suo confratello contemporaneo Panodoro di Alessandria per aver fatto troppo affidamento su fonti profane piuttosto che sulle fonti bibliche e, quindi, sviluppò la propria cronologia, secondo la quale la data della creazione è il 25 marzo 5492 a.C. Dato che il calendario alessandrino pone il Capodanno il 29 agosto, l'epoca da lui proposta, cioè il primo giorno del calendario prolettico civile alessandrino, venne a cadere sette mesi prima, cioè il 29 agosto 5493 a.C. Quest'anno era esattamente undici cicli pasquali, di 532 anni ciascuno, prima dell'anno alessandrino che iniziava il 29 agosto 360, che a sua volta era di quattro cicli di 19 anni successivo al 29 agosto 284, l'epoca dell'era di Diocleziano (detta anche "era dei martiri"). Il 29 agosto 360, invece è l'epoca dell'era nota come era di grazia nella chiesa copta.
Nessuna delle opere di Anniano è sopravvissuta. È principalmente noto dalla discussione delle sue opere da parte di Giorgio Sincello durante il IX secolo, sebbene frammenti minori appaiano altrove. Elia di Nisibi lo cita nella sua cronografia dell'XI secolo.
Tuttavia, la tabella pasquale di Anniano di 532 anni, contenente un ciclo pasquale di 532 anni basato su un ciclo lunare metonico di 19 anni, è sopravvissuta. Il suo ciclo lunare metonico di 19 anni fu adottato dal vescovo Cirillo di Alessandria, che utilizzó nella sua tabella pasquale di 114 anni (in lingua greca e con date del calendario alessandrino). Poco prima della morte di Cirillo (AD 444) fu dato principio a una tabella pasquale nella lingua latina e con date del calendario giuliano, probabilmente per uso nella parte latina dell'Europa; ne risultò la tabella pasquale di 95 anni, nota come ‘la tabella pasquale attribuita a Cirillo’, che copriva l’intervallo di tempo AD 437-531. Un secolo più tardi (AD 525) questa tabella pasquale fu estesa da Dionigi il Piccolo coprendo l’intervallo di tempo AD 532-626. Solo due secoli dopo Beda il Venerabile la ampliò redigendo una tabella per un intero ciclo di 532 anni dal 532 al 1063. Concludiamo che è precisamente la variante del ciclo lunare metonico di 19 anni (inventato da Anatolio) scelta da Anniano che è stata il nocciolo del Calcolo della Pasqua nel mondo cristiano latino dal sesto al sedicesimo secolo.
Quanto a Vittorio d'Aquitania, Jan Zuidhoek, fingendo di menzionare esplicitamente tutti i cicli lunari metonici di 19 anni rilevanti, ha perso un’opportunità per menzionare quello di Vittorio Tuttavia, Alden Mosshammer lo ha menzionato esplicitamente. In linea di principio, ogni data del ciclo pasquale di 532 anni della tabella pasquale di Vittorio può essere calcolato applicando la vecchia regola romana “Domenica pasquale è la prima domenica dopo il primo giorno dopo la luna piena pasquale” alla data della luna piena pasquale corrispondente del suo ciclo lunare (su richiesta con l’aiuto del concorrente essendo il numero che indica il giorno feriale di 1 gennaio).